# Юки (народ)

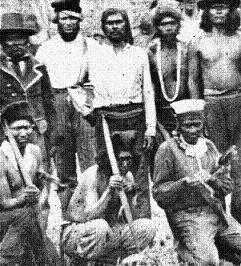
Индейцы из племени юки в резервации Круглая долина, около 1858 года.

Юки, Yuki — индейский народ, проживающий в области Круглой долины, ныне округ Мендосино, северная часть штата Калифорния. Самоназвание — Ukomno’m («люди долины»). Название «юки», Yuki на языке винту означает «враг». Так их называли индейцы из соседнего племени номлаки, от которых белые поселенцы впервые узнали о существовании данного племени около 1850 года.

## История
В отличие от большинства индейцев Калифорнии, юки находились во враждебных отношениях с большинством своих соседей.
Когда во время «золотой лихорадки» белые поселенцы стали массово проникать в Северную Калифорнию в начале 1850-х годов, юки были согнаны со своих земель. Большая часть племени была уничтожена или обращена в рабство владельцами местных ранчо. В 1856 г. территория Круглой долины была превращена в индейскую резервацию, куда были принудительно переселены как юки, так и индейцы из других племён, где им пришлось жить в исключительно трудных условиях. Это привело через 3 года к началу войны в Мендосино, в ходе которой сотни юки были убиты.
К началу XXI века оставалось около 100 человек из племени юки.

## Язык
На языке юки к началу XXI века говорило не более десятка людей.
Система счёта в языке юки — четверичная, поскольку на ладони они считали не пальцы, а промежутки между ними.